# Karavan förlag
Karavan förlag är ett svenskt bokförlag med inriktning mot reseguider. Förlaget har sitt säte i Lund och ger ut cirka 10 nya böcker per år. 
Karavan reseguider är skrivna av svenska författare som varit bosatta på de olika resmålen. Hittills finns nära 30 olika resmål i serien Karavan reseguider. 
Förlaget grundades av Erik Osvalds (VD och förlagschef) och Björn Andersson år 2012. 
Karavan förlag är ett systerförlag till Historiska Media. 